# Loyauté
Loyauté je korálové souostroví v Melanésii, tvořící stejnojmennou provincii v rámci francouzského zámořského společenství Nová Kaledonie. Má rozlohu 1981 km² a žije na něm okolo 18 000 obyvatel, správním centrem je vesnice Wé na největším ostrově Lifou.
Řetěz ostrovů se táhne podél východního pobřeží hlavního ostrova (Grande Terre) ve vzdálenosti zhruba 100 km. Ostrovy jsou ploché (nejvyšší bod leží na ostrově Maré a má 138 metrů nad mořem), porostlé převážně tropickým deštným lesem, pěstuje se kokosovník ořechoplodý, kávovník, kolokázie jedlá a povijnice batátová. Díky příznivému klimatu a množství písečných pláží se rozvíjí turistický ruch. Vzhledem k odlehlosti ostrovů se na nich zachovala původní klanová struktura, starobylé zvyky i stavitelství a kuchyně využívající lokálních zdrojů.
Podle nálezů keramiky náležející kultuře Lapita byly ostrovy osídleny před třemi tisíci lety. Prvním Evropanem byl roku 1790 Angličan Jethro Daggett s lodí Loyalty, podle níž dostaly ostrovy jméno (francouzsky Îles Loyauté, doslova Ostrovy Loajality). Roku 1827 je prozkoumal Jules Dumont d'Urville, později zde působili britští protestantští misionáři, ale nakonec souostroví připadlo Francouzům. Na rozdíl od etnicky pestré Grande Terre tvoří na Loyauté 96 % obyvatel domorodí Kanakové, nejpočetnějšími menšinami jsou Polynésané a Francouzi.

## Ostrovy Loyauté
- Lifou neboli Drehu (1150 km², 10 000 obyvatel)
- Maré (641 km², 5 000 obyvatel)
- Ouvéa (132 km², 3 000 obyvatel)
- Tiga neboli Tokanod (10 km², 160 obyvatel)
- Mouli neboli Hwakaio (7,5 km², neobydlený)
- Unyee (3,1 km², neobydlený)
- Dudune (2,5 km², neobydlený)
- Vauvilliers neboli Nië (1,8 km², neobydlený)
- Léliogat neboli Niriekul (0,7 km², neobydlený)
- Faiava neboli Wasau (0,2 km², 40 obyvatel)
- neobydlené skupinky ostrůvků Récifs de l'Astrolabe, Pléiades du Nord a Pléiades du Sud
- ostrov Walpole (2 km², neobydlený, geograficky patří k Loyauté, ale administrativně je přiřazen k provincii Île des Pins)

## Fotogalerie

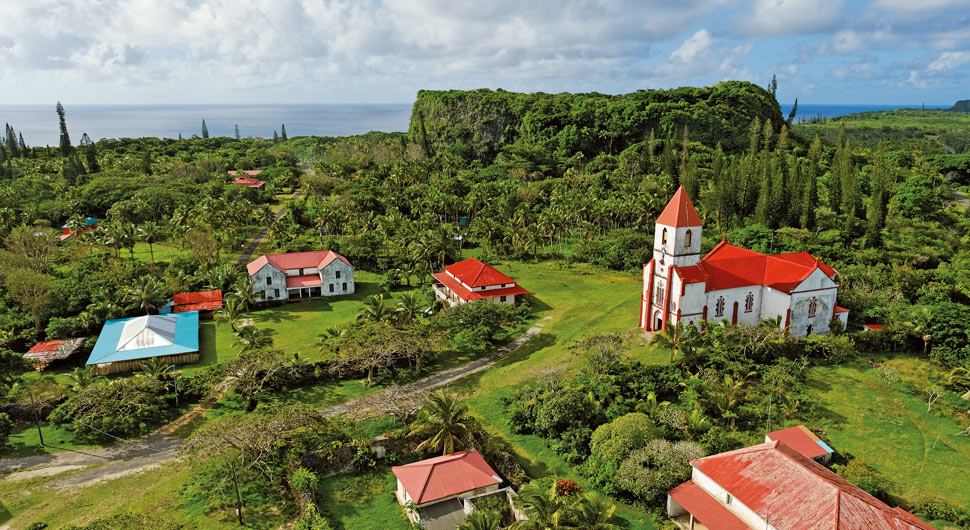
Vesnice La Roche na ostrově Maré
Vlajka provincie
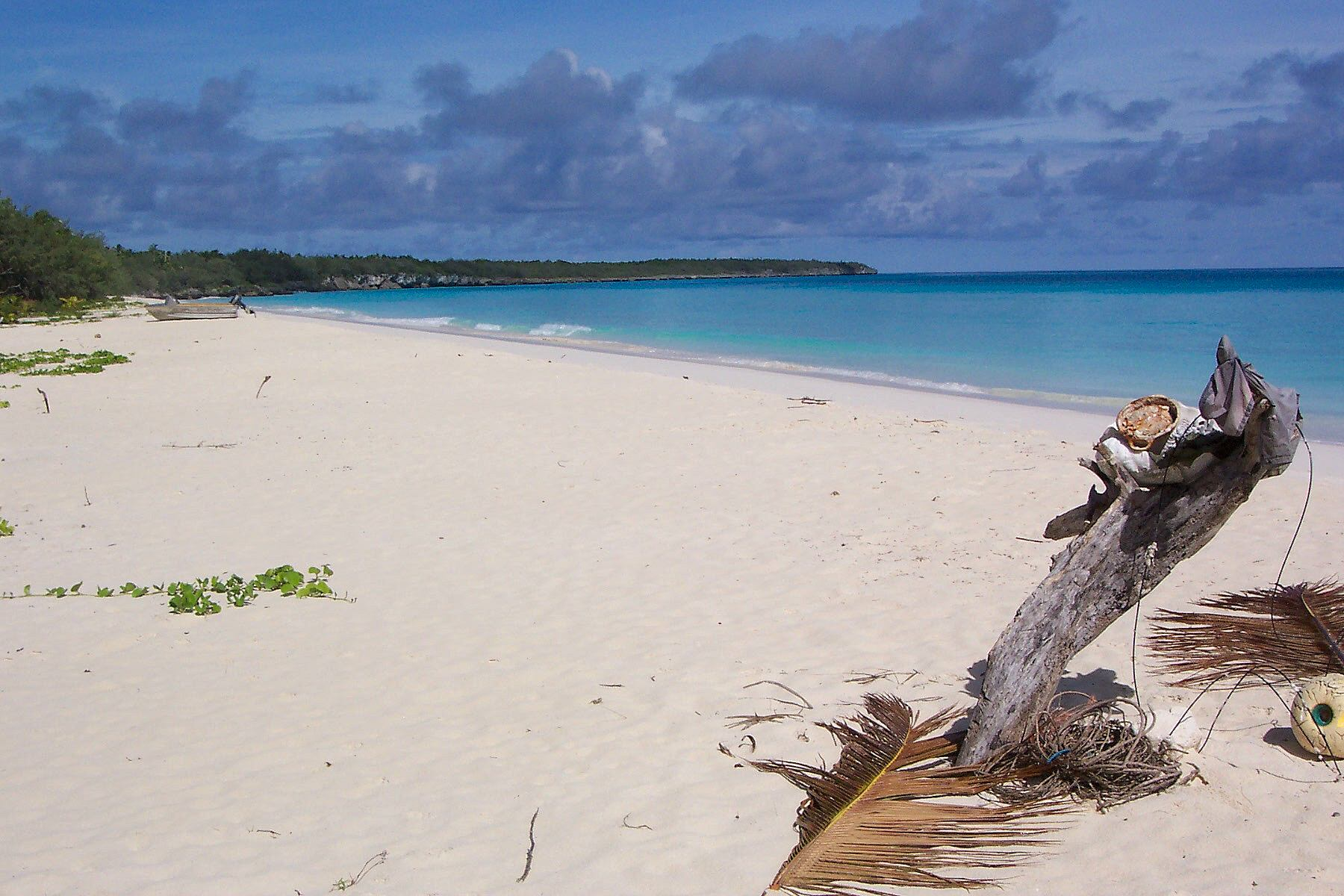
Pláž na ostrově Ouvéa